# Паоло Ронделлі
Паоло Ронделлі (17 червня 1963 року) — санмаринський політик і дипломат, який займає посаду капітана-регента Сан-Марино разом із Оскаром Міною з 1 квітень 2022 р.. Є першим представником ЛГБТ-спільноти обраним на такий високий пост у Сан-Марино